# کریستف ام. اورت
کریستف ام. اورت (آلمانی: Christoph M. Ohrt؛ زادهٔ ۳۰ مارس ۱۹۶۰) بازیگر اهل آلمان است.
از فیلم‌ها یا برنامه‌های تلویزیونی که وی در آن نقش داشته‌است، می‌توان به اغواگری – دختر عجیب، صحنه جرم، پرونده‌ای برای دو نفر، هشدار برای کبرا ۱۱، هلیکوپتر پلیس، یعقوب، و به من برس اشاره کرد.